# 小行星3420
小行星3420（英語：3420 Standish）是一颗围绕太阳公转的小行星。1984年3月1日，愛德華·鮑威爾在可可尼诺县发现了此天体。
这颗小行星的绝对星等为22.23802095177656等。